# Сетказас
Сетказас (Catalan pronunciation: [ˌsɛtˈkazəs, ˌsɛˈkːazəs]; буквально означає «Сім будинків», набір «сім» і відмінки «будинки») — муніципалітет і місто в піренейському регіоні Рипульєс в Жироні, Каталонія, Іспанія, поблизу французького кордону. Річка Тер народжується в горах трохи вище Сеткасеса. Нинішній мер — Хауме Бускетс і Бартолі.
Назва Setcases була задокументована 965 роком із записів про деякі пожертви, зроблені графом Суніфредом з Бесалу, одного з каталонських графств, у сусідній монастир Сант-Пере-де-Кампродон.
Церква містить бароковий вівтар, присвячений святому Михаїлу, який є єдиним подібним зразком у всій долині Кампродон. На відміну від багатьох інших реліквій, він був врятований від спалення анархістами та комуністами під час громадянської війни в Іспанії.
Сьогодні Сеткасес має більшу частину своєї економічної бази в цілорічному туризмі, включаючи походи в теплі місяці (наприклад, пішохідний маршрут Ulldeter) і катання на лижах протягом зимового сезону з підйомником у Vallter 2000.
Vallter 2000 є дуже великою привабливістю для туристів з усієї Іспанії.
Погода дуже холодна, особливо взимку температура може досягати близько -20 за Цельсієм. Влітку температура може підніматися до 20-25 градусів Цельсія.